# Валя-Граждулуй
Валя-Граждулуй (рум. Valea Grajdului) — село у повіті Ботошані в Румунії. Входить до складу комуни Унцень.
Село розташоване на відстані 385 км на північ від Бухареста, 15 км на північ від Ботошань, 102 км на північний захід від Ясс.